# ۴۹۸ (پیش از میلاد)
۴۹۸ (پیش از میلاد) ۴۹۸مین سال قبل از تقویم میلادی است.

## مناسبت‌ها
آغاز پادشاهی اسکندر یکم مقدونی.
سالگرد بیست و چهارمین تاجگذاری داریوش بزرگ.